# بژا (پرتغال)

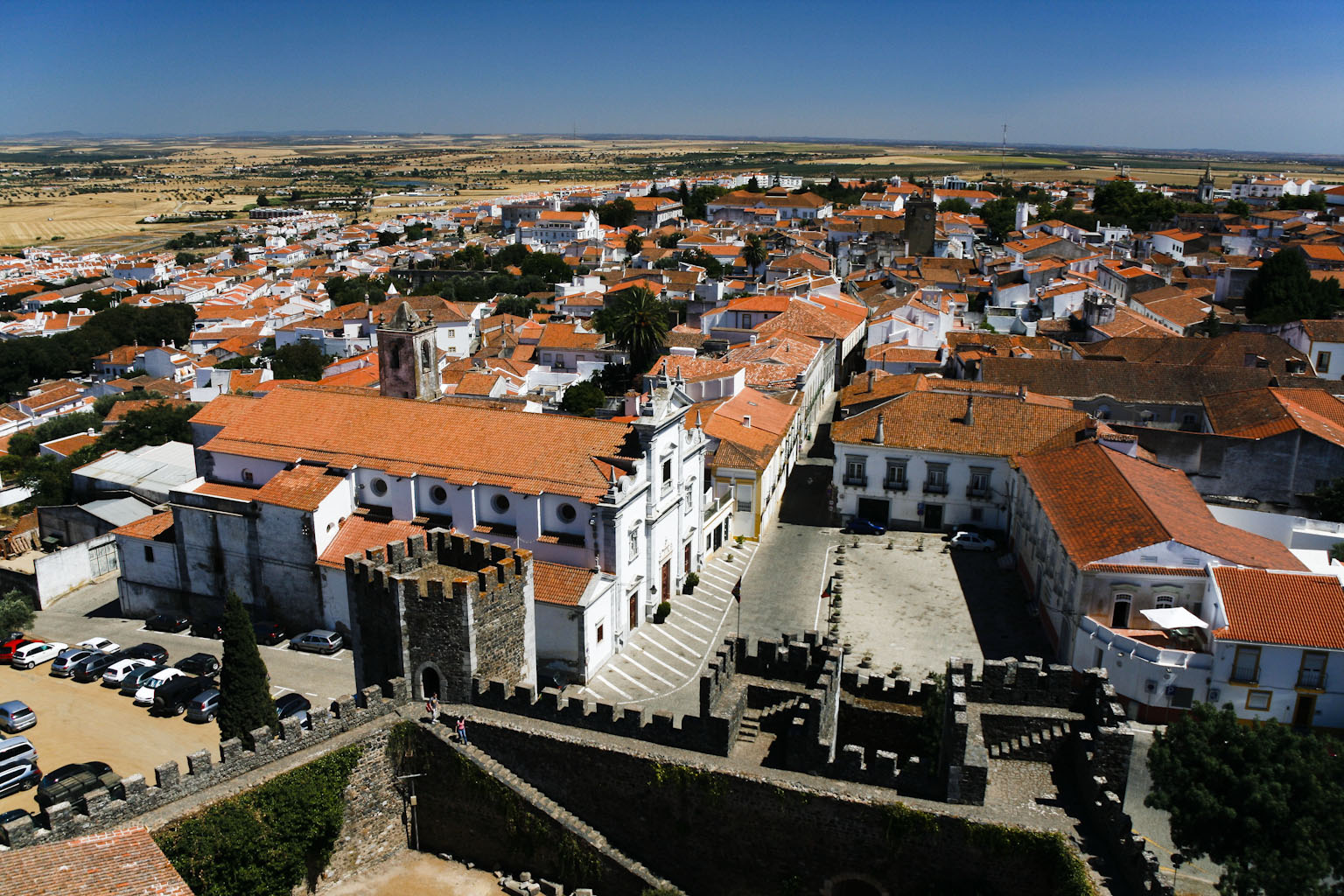
Town view from above the city tower

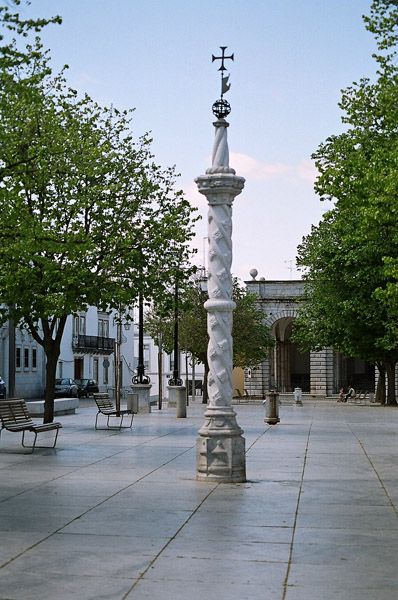
تخته‌بند in the Republic square (Praça da República).

بژا (Beja) یکی از شهرهای کشور پرتغال در شهرستان بژا در منطقهٔ Alentejo است که جمعیت آن در سال ۲۰۱۱ برابر با ۲۱٬۶۵۸ نفر بود.